# کهکشان گرداب
کهکشان گرداب (به انگلیسی: Whirlpool Galaxy) (یا مسیه ۵۱ یا M51 یا ان‌جی‌سی ۵۱۹۴) یک کهکشان برهمکنشی با بازوان مارپیچی و یک کهکشان مارپیچی با یک هسته کهکشانی فعال از نوع سیفرت ۲ است. این کهکشان که در صورت فلکی تازی‌ها دیده می‌شود و در فاصله ۳۱ میلیون سال نوری از زمین قرار دارد
گرداب اولین کهکشانی بود که به عنوان کهکشان مارپیچی طبقه‌بندی شد و کهکشان همراه آن، ان‌جی‌سی ۵۱۹۵، به راحتی توسط اخترشناسان آماتور رصد می‌شوند. این دو کهکشان را می‌توان با دوربین دوچشمی دید.
بازوهای مارپیچی این کهکشان در نتیجه فعل و انفعال بین‌کهکشانی با کهکشان ان‌جی‌سی ۵۱۹۵ در همسایگی آن ایجاد شده‌است. آژانس فضایی اروپا کهکشان گرداب را یکی از «فوتوژنیک‌ترین کهکشان‌ها در نجوم» نامیده‌است. این کهکشان که اندازه‌ای حدود ۸۸ درصد کهکشان راه شیری دارد، حدود ۱۰۰ میلیارد ستاره را در خود جای داده‌است.
چیزی که بعداً به عنوان کهکشان گرداب شناخته شد در ۱۳ اکتبر ۱۷۷۳ توسط شارل مسیه کشف شد و در اجرام مسیه به عنوان M51 نامگذاری شد. کهکشان همراه آن، ان‌جی‌سی ۵۱۹۵، در سال ۱۷۸۱ توسط پیر مشن کشف شد، اگرچه مشخص نبود که آیا در حال برهم کنش است یا صرفاً کهکشان دیگری در حال عبور از فاصله دور است. در سال ۱۸۴۵، ویلیام بارسونز، با استفاده از یک تلسکوپ بازتابی ۷۲ اینچی (۱٫۸ متر) در قلعه بیر، ایرلند، دریافت که گرداب دارای ساختاری مارپیچی است. 